# Johanna Schaller
Johanna Schaller, na haar huwelijk Johanna Klier, (13 september 1952) is een Duitse atlete, die gespecialiseerd was in de 110 meter horden. Ze nam tweemaal deel aan de Olympische Spelen en won hierbij een gouden en een zilveren medaille.

## Biografie
Schaller kwam uit voor de Duitse Democratische Republiek. Op de Olympische Zomerspelen 1976 werd Schaller olympisch kampioen in 12,77 s. In 1978 behaalde ze een gouden medaille op de Europese kampioenschappen indooratletiek op de 60 meter horden. Later dat jaar werd ze ook Europees kampioene outdoor op de 100 meter horden in 12,62 s. Op de Olympische Zomerspelen 1980 behaalde ze een zilveren medaille in 12,63 s. Zeven honderdsten achter olympisch kampioene Vera Komisova.
Ze werkte als sportlerares aan de Pedagogical University in Erfurt / Mulhousen.

## Titels
- Olympisch kampioene 100 m horden - 1976
- Europees kampioene 100 m horden - 1978
- Europees indoorkampioene 60 m horden - 1978
- Oost-Duits kampioene 100 m horden - 1976, 1977, 1978, 1980
- Oost-Duits indoorkampioene 60 m horden - 1978

## Palmares

### 60 m horden
- 1978:  EK indoor - 7,94 s

### 100 m horden
- 1976:  OS - 12,77 s
- 1977:  Europacup - 12,83 s
- 1977:  Wereldbeker - 12,86 s
- 1978:  EK - 12,62 s
- 1980:  OS - 12,63 s

1972: Annelie Ehrhardt ·
1976: Johanna Schaller ·
1980: Vera Komisova ·
1984: Benita Fitzgerald-Brown ·
1988: Jordanka Donkova ·
1992: Voula Patoulidou ·
1996: Ludmila Engquist ·
2000: Olga Sjisjigina ·
2004: Joanna Hayes ·
2008: Dawn Harper ·
2012: Sally Pearson ·
2016: Brianna Rollins ·
2020: Jasmine Camacho-Quinn ·
2024: Masai Russell